# Даринка Мирковић Боровић
Даринка Мирковић Боровић (Пљевља, 1896—Београд, 1979), била је болничарка у Првом светском рату и носилац Албанске споменице.
Рођена је 18. јануара 1896. године у Пљевљима, где је упознала младог поручника српске војске Станојла Сташу Миловановића из Београда. После веридбе и удаје за Сташу, у лето 1914. године, пресељава се у Београд. Ту је затиче рат, док јој супруг одлази по војној дужности у рат и у великим борбама на Дрини које су вођене од 19—22. септембра 1914. године гине на Мачковом камену.
После обуке у центрима за обуку болничарки, помагала је рањеницима у ваљевској болници и на ратиштима, преживела голготу кроз Албанију и преко Крфа, 1917. године стигла је у Марсеј Француска, у један од центара за опоравак рањених и болесних српских војника.
У Марсеју је упознала Петра Боровића, родом из Шибеника, који је радио у савезничком санитет. За њега се удаје 1920. године у Београду, где су наставили даље да живе.
Уз редован посао било је изузетно ангажована у хуманитарним друштвима и акцијама Кола српских сестара. Била је велики пријатељ  краљице Марије, која је много уважавала и узимала као главног креатора за разне догађаје хуманитарног карактера (матрински дом, болнице, школе, сиротошта и сл) као и свечаности на двору као што је био Светосавски бал организован за школску децу и сирочад.
Умрла је 8. фебруара 1979. године у Београду и сахрањена на Новом гробљу.